# Luv'
Luv' è stato un gruppo musicale pop olandese attivo dal 1977 al 2012.

## Storia
Il gruppo, composto da tre ragazze, ha realizzato numerose hit di grande successo in Europa continentale, così come in Sudafrica, Australia, Nuova Zelanda, Canada e Messico, tra la fine degli anni settanta e i primi anni ottanta. Il gruppo ha venduto più di sette milioni di album e singoli in tutto il mondo.
Le tre componenti del trio erano Patty Brard, José Hoebee e Marga Scheide. Due delle tre componenti hanno anche avuto una carriera di successo solista nei Paesi Bassi: Patty come personaggio televisivo e José come cantante.
Tra i loro principali brani di successo: U.O.Me (Welcome To Waldolala), You're the Greatest Lover, Trojan Horse, Casanova e Ooh, Yes I Do.
Il gruppo ha tenuto il suo ultimo concerto dal vivo l'11 agosto 2012 a Spaarnwoude.

## Formazione
- Patty Brard (1977-1980/1988-1989/1992-1996/2005-2012)
- José Hoebee (1977-1981/1988-1989/1992-1996/2005-2012)
- Marga Scheide (1977-1981/1989-1996/2005-2012)
- Ria Thielsch (1980-1981)
- Michelle Gold (1989-1990)
- Diana van Berlo (1989-1992)
- Carina Lemoine (1990-1992)

## Discografia

### Album
- With Luv' (Phonogram/Philips, 1978)
- Lots Of Luv' (Phonogram/Philips, 1979)
- True Luv' (CNR/Carrere, 1979)
- Forever Yours (CNR/Carrere, 1980)
- For You (EP, Dureco/High Fashion Records, 1989)
- Sincerely Yours (RCA/BMG, 1991)
- All You Need Is Luv' (Roman Disc, 1994)
- One More Night (riedizione di All You Need Is Luv' - Rondo/Pink, 1995)

### Singoli
- "My Man" (Phonogram/Philips, 1977)
- "Dream, Dream" (Phonogram/Philips, 1977)
- "U.O.Me (Theme from Waldolala)" (Phonogram/Philips, 1978)
- "You're the Greatest Lover" (Phonogram/Philips, 1978)
- "Trojan Horse" (Phonogram/Philips, 1978)
- "Casanova" (Phonogram/Philips, 1979)
- "Eeny Meeny Miny Moe" (Phonogram/Philips, 1979)
- "Who Do You Wanna Be" (Phonogram/Philips, 1979)
- "Ooh, Yes I Do" (CNR/Carrere, 1979)
- "Ann-Maria" (CNR/Carrere, 1980)
- "One More Little Kissie" (CNR/Carrere, 1980)
- "My Number One" (CNR/Carrere, 1980)
- "Tingalingaling" (CNR/Carrere, 1981)
- "Welcome to My Party" (Dureco/High Fashion Records, 1989)
- 4 Gouden Hits (Philips, 1989)
- You're the Greatest Lover (mini CD, Philips Germany, 1989)
- Luv' Hitpack (Mercury, 1989)
- Star Maker (Luv' e altre celebrità olandesi) (Dureco, 1989)
- I Don't Wanna Be Lonely (High Fashion Records/Dureco, 1989)
- Hasta Mañana (RCA/BMG, 1990)
- Hit Medley (RCA/BMG, 1990)
- Jungle Jive (RCA/BMG, 1991)
- The Last Song (RCA/BMG, 1991)
- He's My Guy (RCA/BMG, 1991)
- This Old Heart of Mine (JAM, 1992)
- Megamix '93 (Arcade, 1993)
- LUV Dance-Medley (Ultrapop/Edel Company Germany, 1993)